# Ko ugasnejo luči
Ko ugasnejo luči (izviren angleški naslov: Lights out), je ameriška nadnaravna grozljivka iz leta 2016, prvenec režiserja Davida F. Sandberga. Producenti filma so bili Lawrence Grey, James Wan in Eric Heisserer, slednji je napisal tudi scenarij. V glavnih vlogah igrajo Teresa Palmer, Gabriel Bateman, Alexander DiPersia, Billy Burke in Maria Bello. Zgodba temelji na Sandbergovem kratkem filmu iz leta 2013 z istim naslovom, v katerem je igrala Lotta Losten.
Film je svojo svetovno premiero doživel na filmskem festivalu v Los Angelesu 8. junija 2016, 22. julija 2016 pa je izšel v ZDA in Kanadi v distribuciji Warner Bros. Pictures. Film je bil zelo uspešen, saj je prinesel 148 milijonov USD prihodkov in prejel veliko pozitivnih kritik. V ustvarjanju je že nadaljevanje.

## Vsebina
V skladišču tekstila delavka Esther opazi obris nekoga, ko ugasne luč, vendar ne najde nikogar, ko luč spet prižge. Glede tega opozori lastnika Paula, nato pa odide, vendar se Paul ne zmeni zanjo. Paula nato začne ta podoba zasledovati in ga nazadnje tudi ubije.
Paulova pastorka Rebecca živi ločeno od svoje mame Sophie in polbrata Martina. Sophie trpi za psihično boleznijo in depresijo, zaradi česar se pogovarja s svojo namišljeno prijateljico. Martin neko noč zgroženo vidi Sophie govoriti s podobo, zaradi česar postane nespečen. Rebecca kljub maminemu nasprotovanju vzame Martina k sebi. To noč Rebecca opazi podobo, ki jo skuša napasti, vendar ji to prepreči neonski napis, katerega svetloba obsije sobo. Naslednje jutro Rebecca  na tleh najde vpraskano ime »Diana«. Sophie je priklicala Diano iz svojega otroštva, potem ko jo je Rebeccin oče in njen bivši mož zapustil. Rebecca kasneje najde dokumente o Dianini smrti, ki je umrla zaradi prevelike izpostavljenosti svetlobi med poskusom.
Martin se nato vrne k Sophie. Sophie si želi z njim ogledati film, vendar zraven povabi še podobo, ki Martina prestraši. Sophie mu pove zgodbo o svoji prijateljici Diani, ki je imela na svetlobo zelo občutljivo kožo. Martin nato prižge luč in pobegne k Rebecci preden ga Diana napade.
Rebecca skuša Sophie prepričati, da Diana ni dobra, vendar je Sophie ne posluša. Rebecca, njen fant Bert in Martin se tako odločijo, da bodo prenočili pri Sophie, da jo zaščitijo. Ko se skuša Rebecca pogovoriti s Sophie, ji ta da sporočilo »Pomagaj mi«. Rebecca tako ugotovi, da Diana ves čas kontrolira Sophie, zato prižge po vsej hiši luči, da bi jo pregnala. 
Ko ugotovi njihove namene, Diana v klet zvabi Rebecco in Martina ter ju zapre vanjo. Bert je napaden, vendar uspe pobegniti in odhiti po policijo. Rebecca ugotovi, da lahko z ultravijolično svetilko vidijo Diano in tako v kleti najde napise, kjer piše, da Diana ne bo nikoli zapustila Sophie in da je ona ubila Rebeccinega očeta.
Policista nato prispeta v hišo in osvobodita Rebecco in Martina, vendar ju kmalu zatem ubije Diana. Rebecca pošlje Martina z Bertom iz hiše, sama pa se odpravi pomagat Sophie. Diana napade Rebecco, vendar ji Sophie zagrozi s pištolo. Ko spozna, da je Dianina povezava s tem svetom, Sophie s pištolo naredi samomor in Diana izgine.

## Igralci
- Teresa Palmer kot Rebecca
- Gabriel Bateman kot Martin, Rebeccin polbrat
- Alexander DiPersia kot Bret, Rebeccin fant
- Billy Burke kot Paul, Rebeccin očim
- Maria Bello kot Sophie, Rebeccina in Martinova mati
- Alicia Vela-Bailey kot Diana, zloben duh
- Andi Osho kot Emma
- Rolando Boyce kot policist Brian Andrews
- Maria Russell kot policist Gomez
- Elizabeth Pan kot medicinska sestra
- Lotta Losten kot Esther, Paulova pomočnica
- Amiah Miller kot mlada Rebecca
- Ava Cantrell kot najstniška Diana
- Emily Alyn Lind kot najstniška Sophie